# Jean-Louis Plouffe

Bischofswappen von Jean-Louis Plouffe

Jean-Louis Plouffe (* 29. Oktober 1940 in Ottawa) ist ein kanadischer römisch-katholischer Geistlicher und emeritierter Bischof von Sault Sainte Marie.

## Leben
Jean-Louis Plouffe empfing am 28. Mai 1972 die Priesterweihe.
Papst Johannes Paul II. ernannte ihn am 12. Dezember 1986 zum Weihbischof in Sault Sainte Marie und Titularbischof von Lamzella. Der Erzbischof von Ottawa, Marcel André J. Gervais, spendete ihm am 24. Februar des nächsten Jahres die Bischofsweihe; Mitkonsekratoren waren Jean Gratton, Bischof von Mont-Laurier, und Bernard Francis Pappin, Weihbischof in Sault Sainte Marie.
Am 2. Dezember 1989 wurde er zum Bischof von Sault Sainte Marie ernannt.
Am 12. November 2015 nahm Papst Franziskus seinen altersbedingten Rücktritt an.